# INCA
Фабье́н Инкардона́ (фр. Fabien Incardona; род. 18 мая 1985, Сис-Фур-ле-Плаж, Франция) — французский певец и музыкант.

## Биография
Фабьен Инкардона занимается пением и актерским мастерством с восьми лет. Он выступал на сцене в разных группах, спектаклях, а в возрасте 20 лет участвовал в шоу Паскаля Севрана «Entrée d'artistes» (досл. с фр. — «Вход для артистов») на телеканале France 2. Он стал финалистом телешоу, что позволило ему стать участником отборочного тура на Евровидение-2006, где он занял второе место после Виржини Пушэн, которая в итоге представляла Францию в том году.
В следующем году Фабьен присоединился к мюзиклу Ромео и Джульетта («Ромео и Джульетта, дети Вероны») Жерара Пресгурвика в туре по Азии, а также участвует в спектаклях в Дворце Конгрессов Парижа.
В 2011 году, переехав в Париж и вдохновившись Queen и The Doors, Фабьен стал солистом рок-группы Gravity off. Группа выпустила мини-альбом и дала несколько концертов в Париже.
В январе 2014 года Фабьен принял участие в третьем сезоне французского проекта «Голос» («The Voice, la plus belle voix»). Он исполнил песню Кейт Буш «Wuthering Heights», но никто из тренеров не повернулся к нему на слепых прослушиваниях Это появление на телевидении дало ему шанс выпустить мини-альбом Change, профинансированный 201 участником на краудфандинговой платформе MyMajorCompany.
В октябре того же года Фабьен Инкардона стал участником телешоу «Rising star» (в российской версии — шоу Артист) на канале M6. Он принял участие в съемках двух выпусков. Дов Аттья, продюсер таких мюзиклов, как Моцарт. Рок-опера и 1789, Любовники Бастилии, предложил ему роль Мелеганта (Méléagant) в новом мюзикле «Легенда о короле Артуре» (La Légende du roi Arthur).
В сентябре 2015 состоялась премьера мюзикла «Легенда о короле Артуре» во Дворце Конгрессов Парижа, позже начались гастроли, продолжавшиеся вплоть до 2016 года. Его коллегами по мюзиклу стали такие артисты как Флоран Мот, Шарли Буассо (фр. Charlie Boisseau), Zaho, Камий Лу и Давид Алекси. На вокальные и сценические данные Фабьена обратили внимание СМИ и назвали его «открытием» постановки.
В 2017 году Фабьен Инкардона берет псевдоним INCA. Благодаря краудфандингу он выпускает альбом «Je vivrai» («Я буду жить»), состоящий из 12 треков.

## Дискография
- 2013 — Dust to Rise, EP
- 2014 — Change, EP
- 2017 — Je vivrai
- 2018 — Je me sens vivant, EP
- 2022 — Je me demande, EP
- 2023 — Incantation

## Мюзиклы
- 2001 — Ромео и Джульетта
- 2015 — La Légende du roi Arthur[англ.]
- 2019 — Siddhartha l'Opéra Rock (с фр. — «Рок-опера «Сиддхартха»»)[11]

## Номинации
- NRJ Music Awards 2015 — Группа / дуэт / труппа / французский коллектив года «Легенда о короле Артуре» (La Légende du roi Arthur[англ.])